# 1-2-0

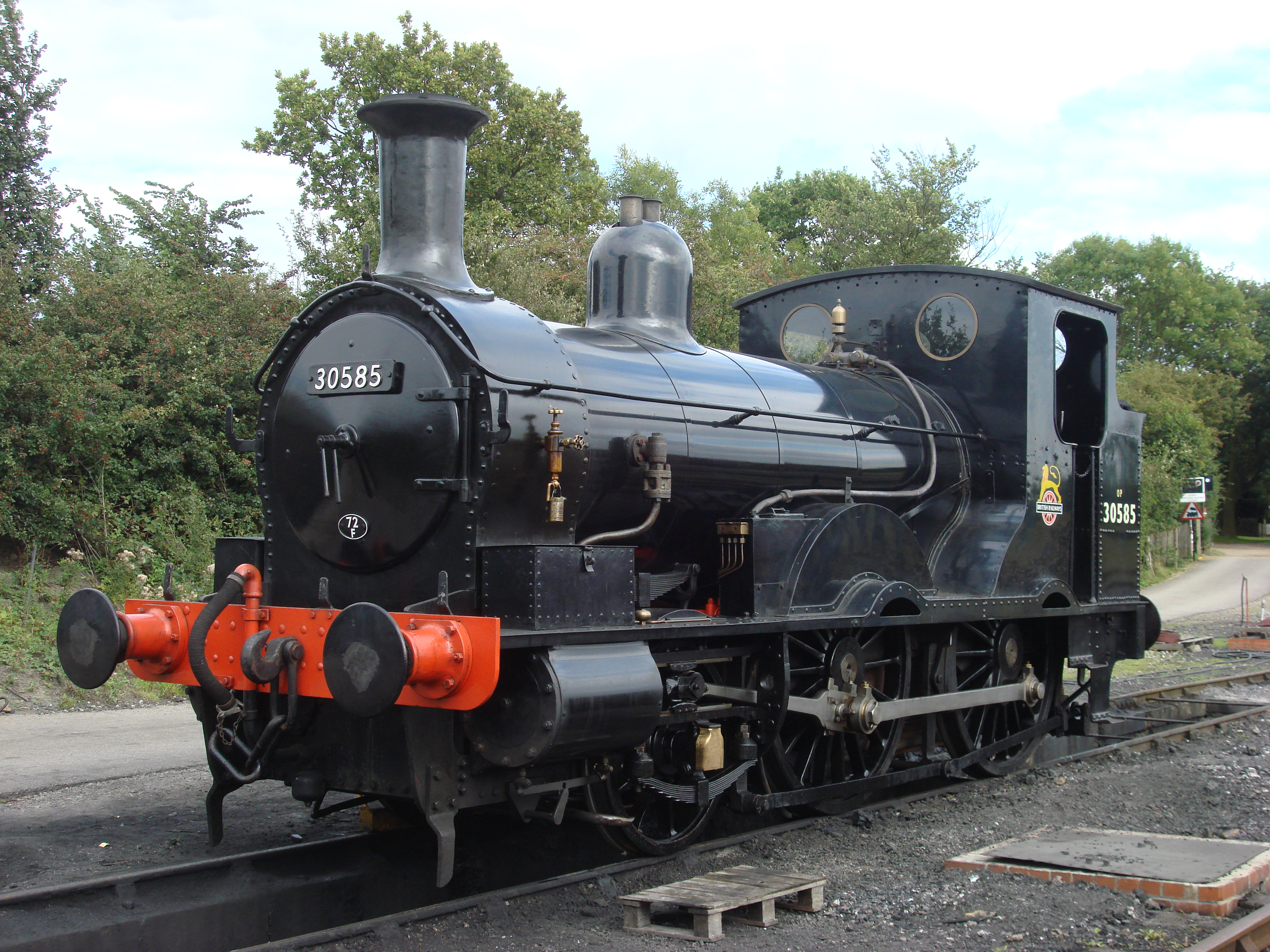
Британський танк-паровоз тип 1-2-0

Тип 1-2-0 — паровоз з двома рушійними осями в одній жорсткій рамі і з однією бігунковою віссю.
Інші варіанти запису:
- Американський — 2-4-0
- Французький — 120
- Німецький — 1B

## Види паровозів 1-2-0
Малопотужні товарні, а пізніше - пасажирські паровози. Поділялися на дві великі групи: паровози з топкою, яка розташовувалася за рушійними колесами і паровози з топкою, яка розташовувалася перед задньою рушійною колісною парою.
- Паровоз B